# Pier Pander

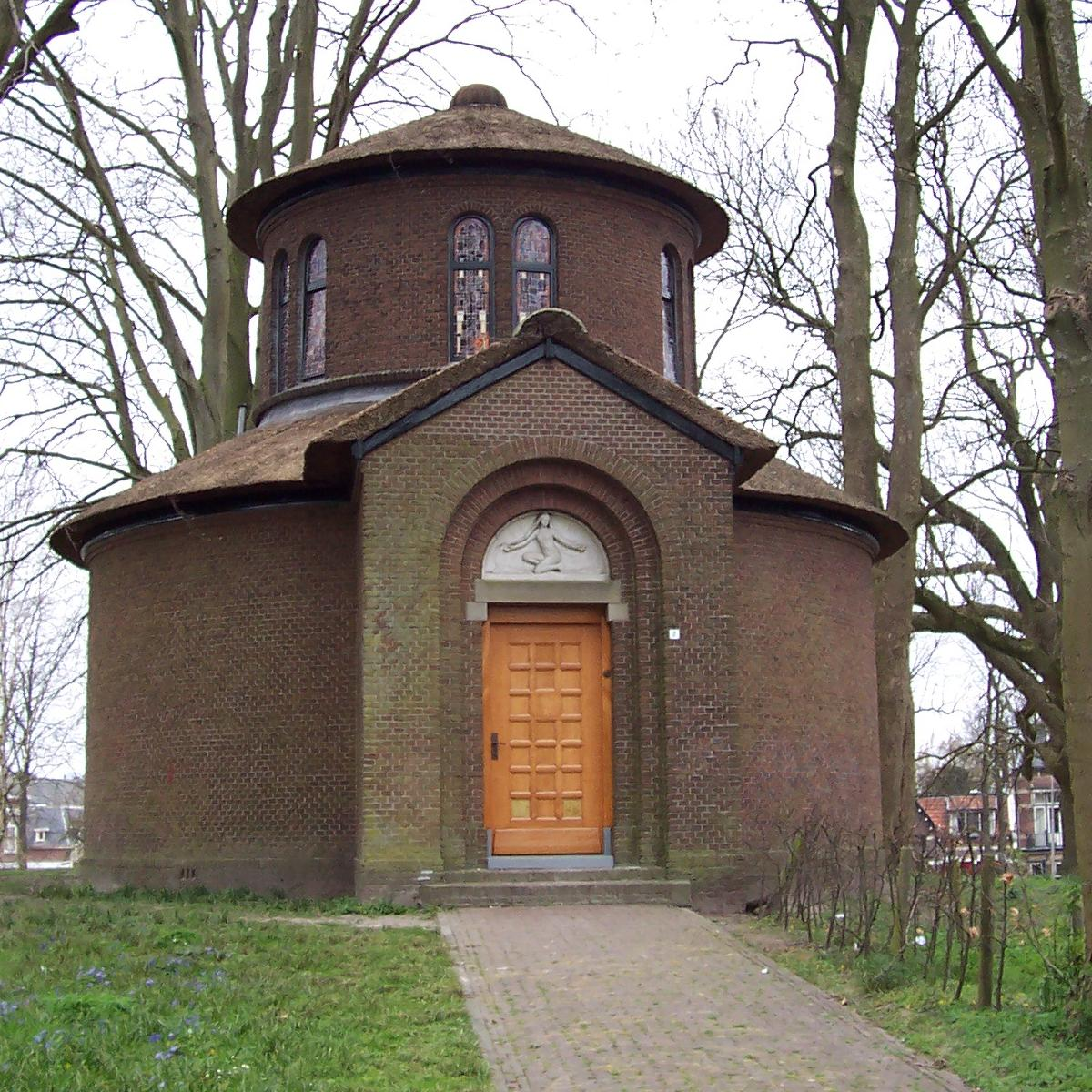
Templo de Pier Pander.

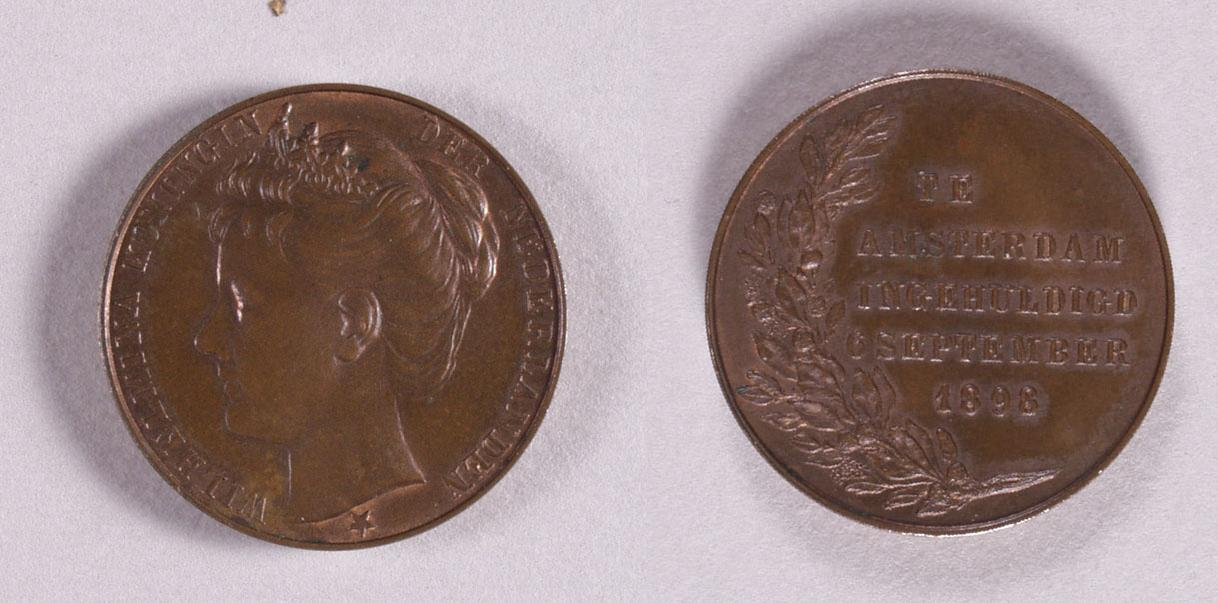
Medalla de honor de la coronación de la reina Guillermina, diseñada por Pier Pander.

Pier Jacobs Pander (Drachten, 20 de junio de 1864 - Roma, 6 de septiembre de 1919) fue un escultor de los Países Bajos y diseñador de medallas.

## Datos biográficos
Pander fue hijo de un barquero pobre. Cuando todavía era un niño, llamó la atención por su capacidad para la talla artística. Según Johannes de Koo,  periodista y pastor menonita de Drachten, pudo seguir un curso de arte en la Escuela de Artes Aplicadas Quellinus de  Ámsterdam, y luego en la Académie des Beaux-Arts en París.  En 1885 ganó el Premio de Roma de escultura, pero al mismo tiempo una grave enfermedad le dejó inválido. Pander en 1893 se trasladó a Roma, donde abrió su estudio. Viajó con frecuencia a los Países Bajos, donde se hizo conocido en 1898, después de que se editase la moneda con la efigie de la reina Guillermina que él había diseñado. Con el tiempo compró una casa en De Knipe para sus padres, que hasta entonces habían permanecido en su barco. Durante uno de estos viajes a los Países Bajos también apoyó al joven  Jan Mankes, que estaba profundamente impresionado por la fama de Pander.
Pier Pander cultivó la amistad con Luis Couperus, entre 1900 y 1915, que vivió en Niza y Roma . Murió en Roma por las secuelas de la tuberculosis. 

## Obras
Pier Pander retrató a mucha gente famosa de su época.  También el retrato de la reina Guillermina, en la moneda neerlandesa que fue estampada entre 1898 y 1910. La moneda conmemora la coronación de la reina en  1898.
En 1910 diseñó el monumento conmemorativo del pionero fallecido  de la aviación Clément van Maasdijk en Heerenveen. Más tarde se centró en la representación de niños. Fue conocido durante su vida y muy popular entre el público, fue nombrado Caballero de la Orden de Orange-Nassau.
Pander donó su trabajo al municipio de Leeuwarden, que todavía posee la gran colección.
Además de la imagen para la moneda neerlandesa, la obra más famosa de Pier Pander es su templo. Desarrolló el diseño del edificio  en vida. Tras la muerte del escultor fue construido en un parque Leeuwarder en 1924. Esto explica por qué las estatuas en el templo fueron  diseñadas por Pander pero no ejecutadas por él.
El rasgo que hace tan especial este monumento y que le da fama es su concepción, que está dentro del estilo simbólico de 1900. Las cinco imágenes que representan la mente del artista creador: el coraje, el sentido, la fuerza, el pensamiento y la inspiración,   Se instalan en torno de la rotonda circular. Por encima de la puerta de acceso hacia el exterior, un relieve enmarcado en ladrillo.
En 1954, el templo fue abierto como Museo Pier Pander. En su interior se conservan diferentes obras, yesos sobre todo, bustos y tallas del escultor.
Los críticos dicen que la obra de Pander no es innovadora. El estilo que empleó estuvo de moda poco tiempo, pronto fue olvidado tras la muerte del escultor. En la segunda mitad del siglo XX, son redescubiertos los trabajos íntimos.
Pier Pander es el escultor más grande de neerlandés de los últimos 200 años. A nivel internacional, es sólo un poco conocido por la concepción única de su templo. 

## Interés renovado

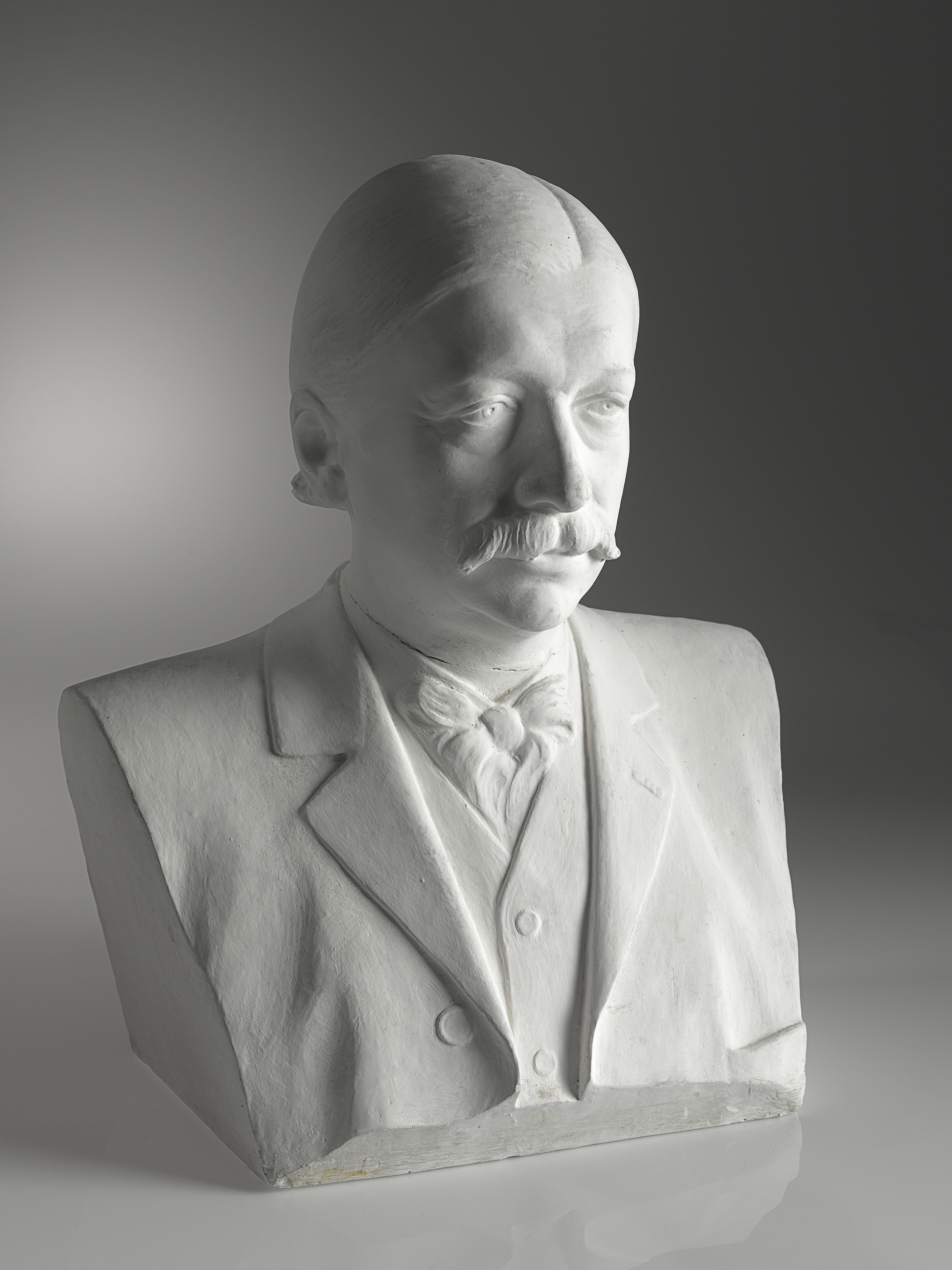
Pieter Pel por Pier Pander

En 2007, se celebró un evento bajo el título de Pier Pander - famoso escultor neerlandés ,1864-1919 (Pier Pander - Nederlands beroemdste beeldhouwer, en holandés) . Parte del evento fue una exposición en el Museo Fries, la publicación de un libro, el 1 de junio de 2007, sobre las obras y el Museo de Pier Pander y un documental sobre su vida dirigido por Omrop Fryslân.

## Galería

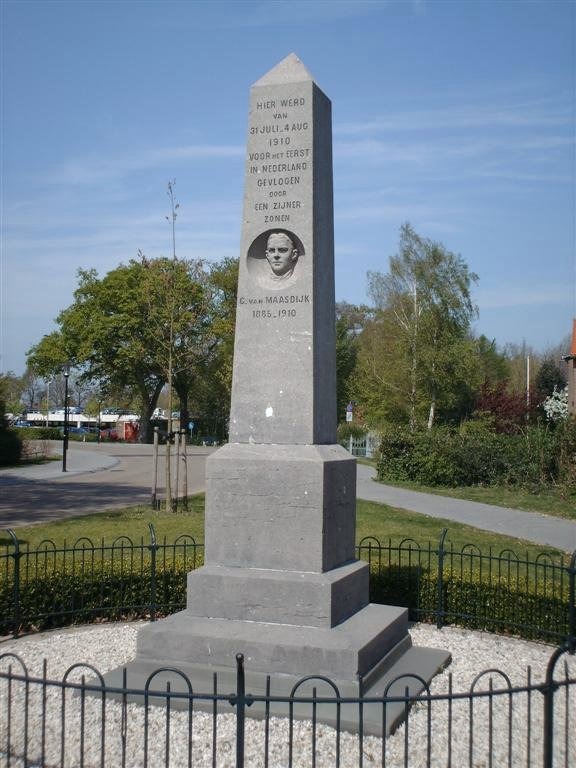
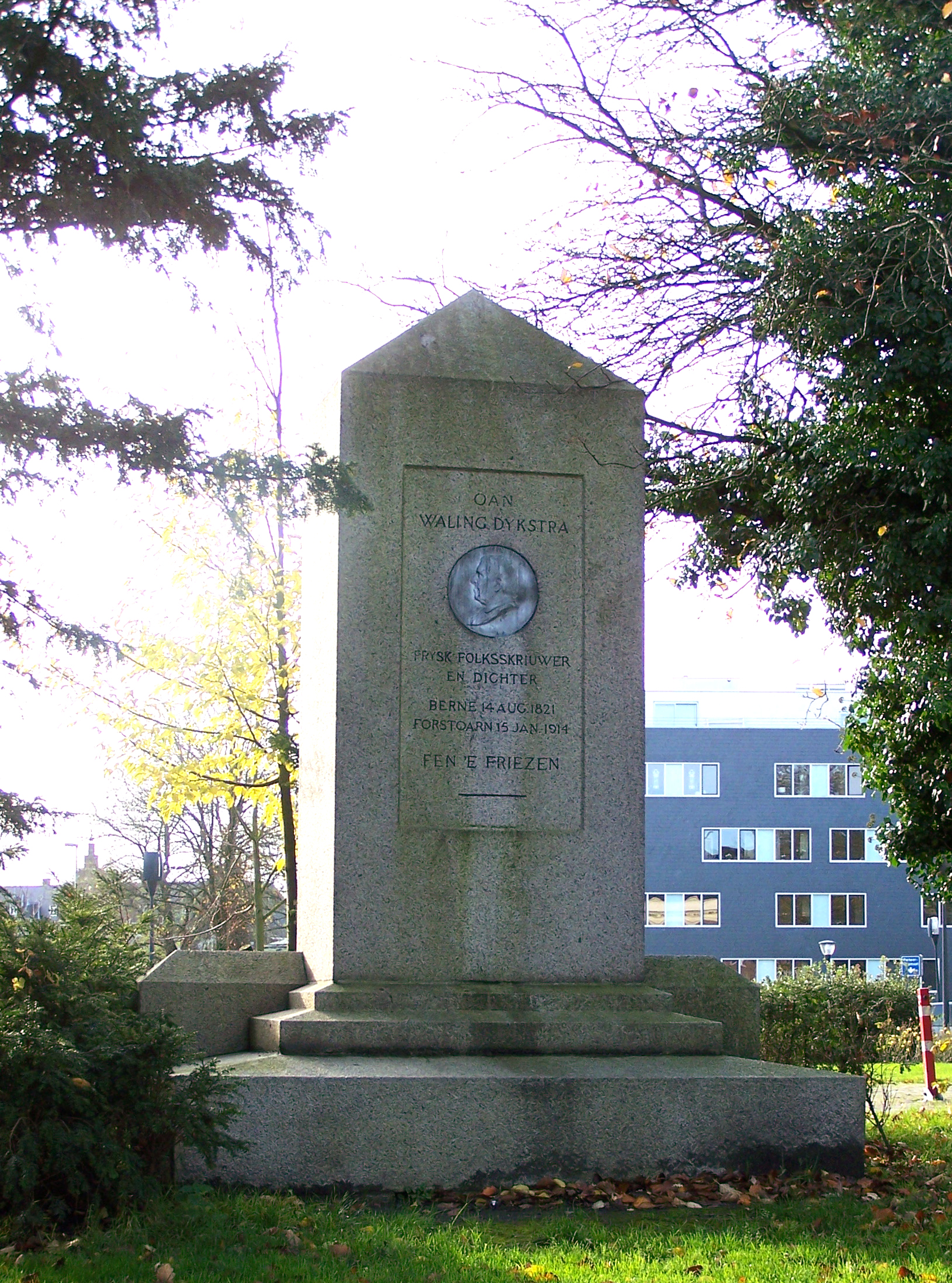